# 리 스미스 (야구 선수)
리 아서 스미스(영어: Lee Arthur Smith, 1957년 12월 4일 ~ , 미국 루이지애나주 슈리브포트)는 전 미국의 야구 선수이다.
스카우터인 벅 오닐의 눈에 띄어 시카고 컵스에 1975년 메이저 리그 베이스볼 드래프트에 드래프트되었다. 18년 선수 생활 동안 그 중 8시즌을 시카고 컵스에서 뛰었다. 야구 역사에서 최고의 클로저 중 한 명으로, 통산 세이브 기록은 1993년에서 2006년까지 깨지지 않았으며, 샌디에이고 파드리스의 구원 투수 트레버 호프만이 그 기록을 경신했다. 그는 1.98m(6피트 6인치)의 키에 체중은 120 kg(265파운드)이며, 95마일(150 km)의 속구를 던졌다.
1991년 세인트루이스 카디널스에서 47개의 세이브로 내셔널 리그 기록을 세웠다. 내셔널 리그 3번에서 기록한 세이브 중 2번째로 높은 기록이고 그리고 후에 또 한번 1994년에 볼티모어 오리올스에서 아메리칸 리그를 이끌었다. 그는 또한 메이저 리그에서, 802경기의 게임을 끝마치고 그가 등판했던 1022개의 게임은 그가 은퇴할 때, 역사상 3번째로 높은 기록이다. 그는 여전히 시카고 컵스의 180개로써 세이브가 가장 높은 선수의 지위를 갖고 있으며, 또한 그는 2006년까지 카디널스의 160개의 세이브 기록을 가지고 있었다.
리 스미스는 야구 명예의 전당의 후보로 2003년 이후 5번이나 후보에 올랐지만, 기자단 투표에 의해 총 투표수 대비 75퍼센트의 지지가 필요한 투표에서 그는 37~45퍼센트의 지지를 받아왔다. 메이저 리그 경력이 끝난 후에 투수 스태프로써 샌프란시스코 자이언츠 마이너리그 레벨에서 일했다. 2006년에는 월드 베이스볼 클래식 남아프리카 야구 국가대표팀의 투수 코치로서 일했고, 그 후에 전 직업인 마이너리그 비상주 투수 스태프로서 자이언츠에서 일했다.